# Tysiąc i jedna noc (film)
Tysiąc i jedna noc (port. As Mil e Uma Noites, 2015) – filmowy tryptyk w reżyserii Miguela Gomesa zrealizowany w koprodukcji europejskiej. Uwspółcześniona ekranizacja niektórych baśni z Księgi tysiąca i jednej nocy, rozgrywająca się w Portugalii obecnych czasów. Na obraz składają się trzy części: Niespokojny (część pierwsza), Opuszczony (część druga) i Oczarowany (ostatnia część).
Światowa premiera filmu mała miejsce 16 maja 2015 roku podczas 68. Międzynarodowego Festiwalu Filmowego w Cannes, w ramach którego obraz brał udział w konkursie Directors Fortnight.
Polska premiera filmu nastąpiła 27 lipca 2015 roku, w ramach 16. Międzynarodowego Festiwalu Filmowego T-Mobile Nowe Horyzonty we Wrocławiu. Do ogólnopolskiej dystrybucji kinowej obraz wejdzie dnia 26 lutego 2016.
Film został wyselekcjonowany jako oficjalny kandydat Portugalii do Oscara za najlepszy film nieanglojęzyczny podczas 88. ceremonii wręczenia Oscarów, jednak nominacji nie uzyskał.

## Obsada
- Crista Alfaiate jako Szeherezada
- Dinarte Branco
- Carloto Cotta
- Adriano Luz
- Joana de Verona
- Rogério Samora
- Gonçalo Waddington
- Maria Rueff

i inni

## Nagrody i nominacje
28. ceremonia wręczenia Europejskich Nagród Filmowych
- nagroda: Najlepszy Europejski Dźwiękowiec − Vasco Pimentel i Miguel Martins